# Juan María Amiano Mariñelarena
Juan María Amiano Mariñelarena (Lecaroz (Baztan), Navarra, 20 de novembre de 1947) fou un futbolista navarrès de les dècades de 1960 i 1970.

## Trajectòria
Es formà com a futbolista al modest Club Deportivo Oberena de la ciutat de Pamplona, club amb el qual jugà a Tercera Divisió. El desembre de 1968 fou fitxat pel RCD Espanyol, club que el cedí el que restava de temporada al RCD Mallorca, de la Segona Divisió, on una lesió de menisc li impedí disposar de molts minuts. La temporada 1969-70 fou novament cedit, aquest cop al seu antic club, el CD Oberena, a causa d'estar fent el servei militar obligatori a la zona. Finalment debutà amb l'Espanyol el 1970, disputant un total de 7 temporades, amb una xifra total de 174 partits a primera divisió i 41 gols i 7 partits europeus on marcà un gol. No destacava per la seva tècnica, sinó per la seva lluita i esforç, fet que li valgué l'estima de Sarrià, esdevenint titular a l'equip de José Emilio Santamaría. Les seves millors temporades al club foren la 1971-72, en la qual fou el màxim golejador de l'equip amb un total de 14 gols, i la 1972-73, en la qual marcà 13 gols. Deixà el club el 1977, després de ser suplent durant la darrera temporada, fitxant per la Unión Deportiva Salamanca, traspassat dins l'operació del fitxatge d'Ángel Lanchas. Al seu nou club marcà 6 gols la temporada 1977-78. En finalitzar la temporada ingressà a la Reial Societat, on acabà la seva carrera el 1981. En total jugà tres temporades un total de 49 partits, i marcà 6 gols. Es proclamà campió de lliga la temporada 1980-81, malgrat només disputar un minut a la competició. En total jugà 241 partits i marcà 50 gols a Primera. Disputà un partit amb la selecció catalana l'any 1971.

## Palmarès
Reial Societat
- Lliga espanyola: 
  - 1980-81